# Yevgeny Vuchetich
Yevgeny Viktorovich Vuchetich (28 de dezembro de 1908 – 12 de abril de 1974, em russo: Евгений Викторович Вучетич; ucraniano: Євген Вікторович Вучетич) era um proeminente escultor e artista soviético. 
Ele é conhecido por seus monumentos heróicos, geralmente de estilo alegórico, incluindo Mãe Pátria, a maior escultura do mundo na época.

## Biografia
Vuchetich nasceu em Yekaterinoslav, Império Russo (hoje Dnipropetrovsk, Ucrânia), filho de Viktor Vuchetich (Vučetić), de etnia sérvia, e Anna Andreevna Stewart, de descendência russa e francesa.
Ele foi um representante proeminente do estilo do Realismo Socialista e recebeu o Prêmio Lenin em 1970, o Prêmio Stalin (1946, 1947, 1948, 1949, 1950), a Ordem de Lenin (duas vezes), a Ordem da Guerra Patriótica, Herói do Trabalho Socialista (1967) e Artista do Povo da URSS (1959).

## Trabalhos
- Memorial de guerra soviético[2] no Treptower Park, Berlim, um monumento de 13 metros de altura de um soldado soviético segurando uma criança alemã, com uma espada, sobre uma suástica quebrada. Este projeto de memorial de guerra foi mais tarde usado em moedas e medalhas em comemoração ao fim do domínio fascista em 1945.
- Vamos transformar espadas em arados no jardim das Nações Unidas (1957)[3]
- Vamos transformar espadas em arados na frente da fábrica "Gazoapparat" em Volgogrado.
- Uma escultura de Felix Dzerzhinsky (1958), coloquialmente conhecida como "Iron Felix", costumava estar em Moscou na Praça Lubianka.
- Mãe Pátria! em Mamayev Kurgan (1963–1967)

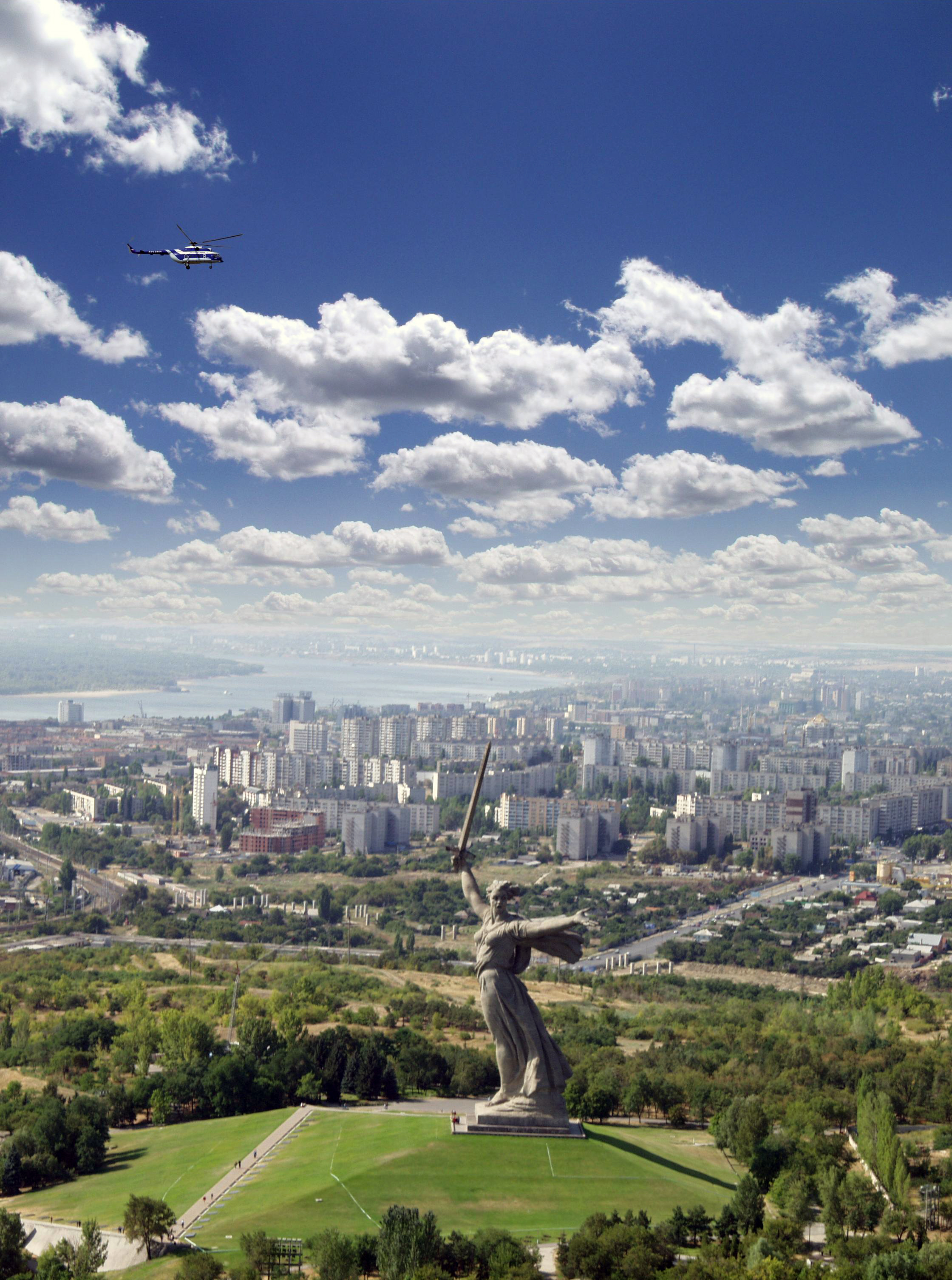
Mão Pátria está chamando
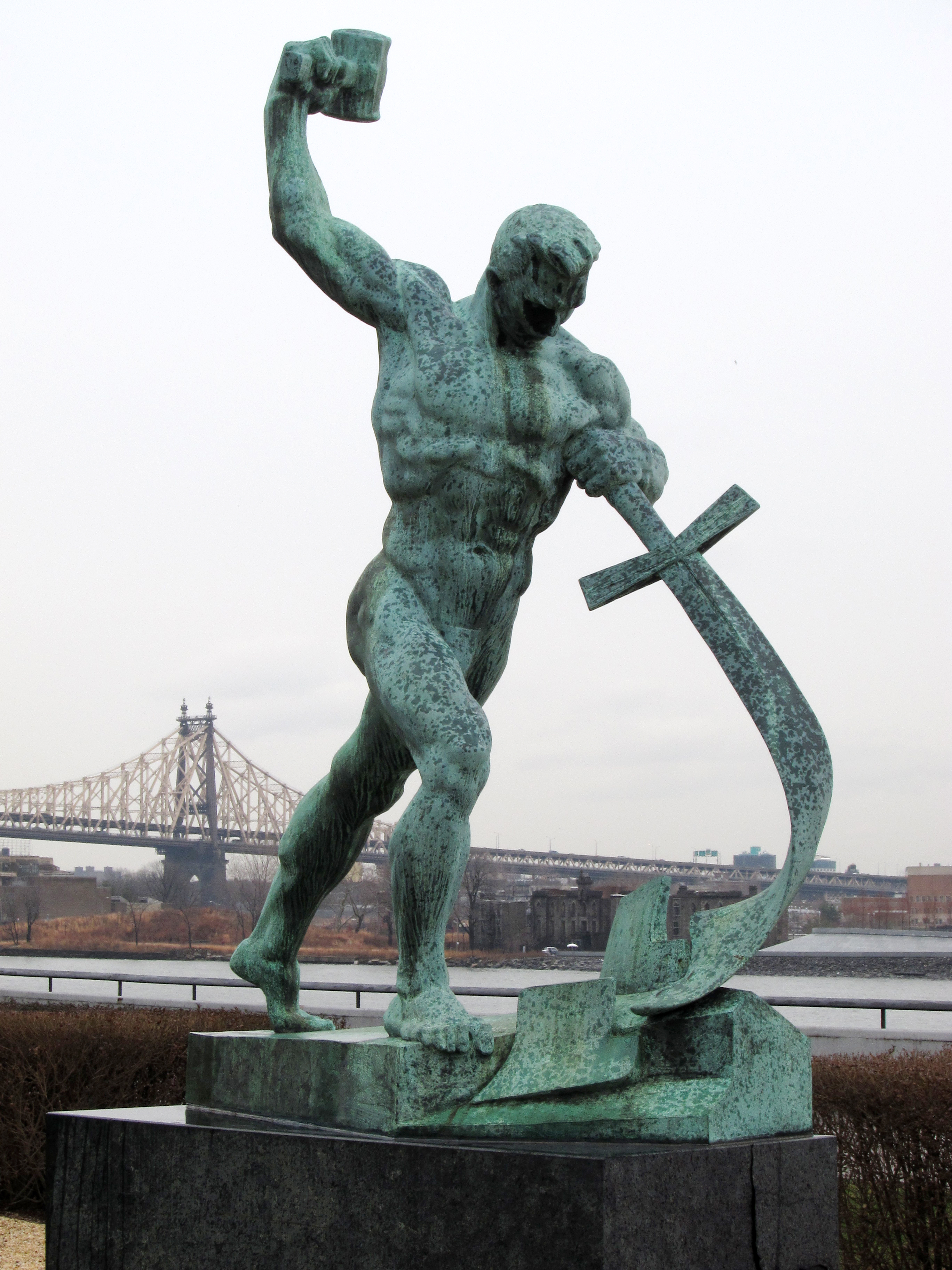
Vamos transformar espadas em arados
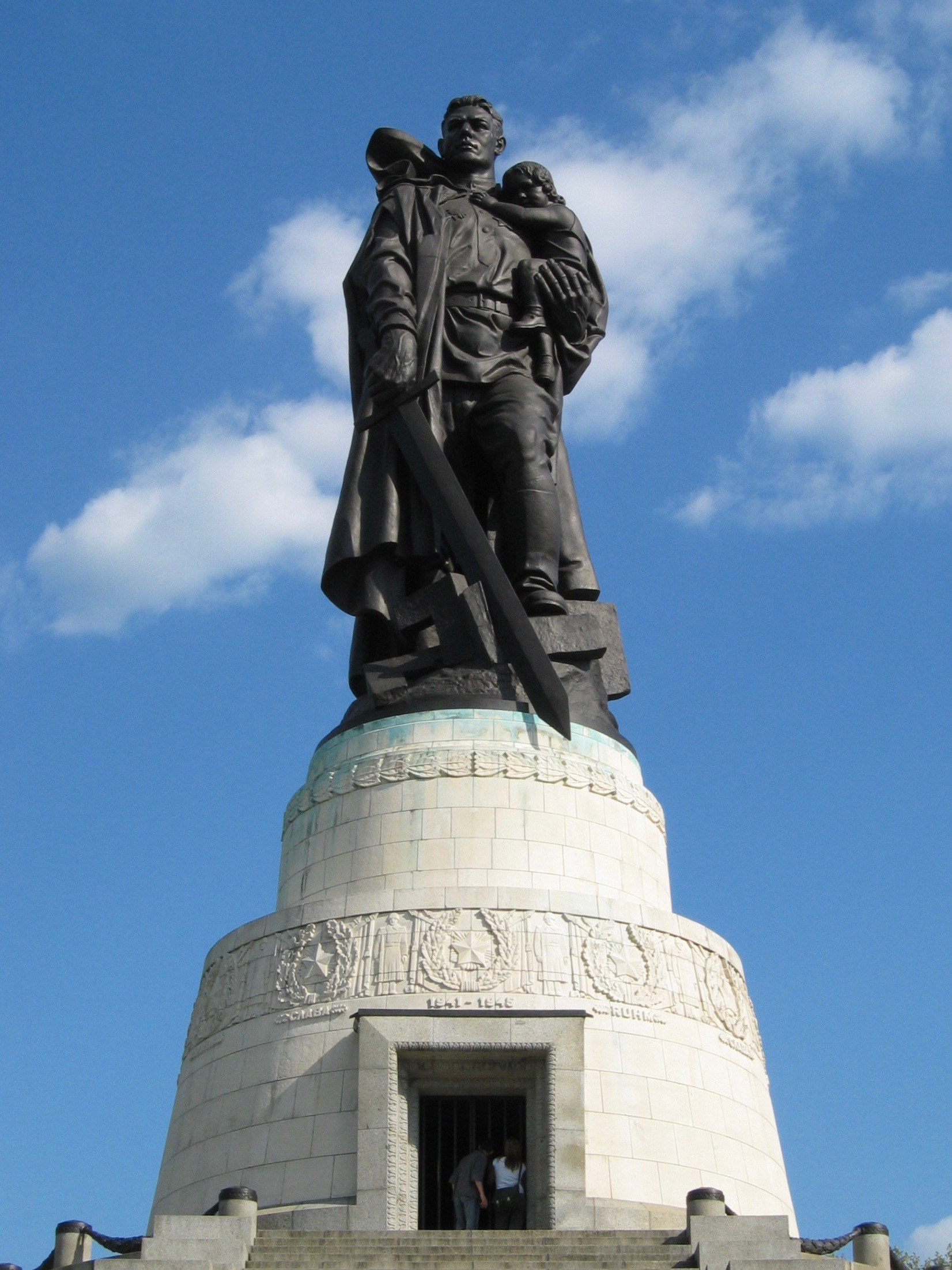
Memorial de guerra soviético no Treptower Park